# Dacia Nova
Dacia Nova este primul autoturism proiectat integral de către inginerii de la Automobile Dacia, modelul de inspirație, potrivit unor legende urbane, fiind Renault 11 sau Peugeot 309. Caroseria este de tip hatchback, (sau mai precis "liftback" - berlina in două volume și jumătate), cu 5 uși și 5 locuri. Grupul motopropulsor este montat transversal, în fața și antrenează puntea anterioară.
În anul 1998, Dacia a lansat un prototip Dacia Nova VAN, însă nu a fost vreodată introdus în serie, probabil datorită unor neajunsuri, costuri mari, și probabil se știa că Dacia va fi achiziționată de Renault. Producția Daciei Nova a încetat oficial în anul 2000, pe la mijlocul anului, deoarece fabrica era deja preluată de către Renault, iar acest model trebuia îmbunătățit, devenind SuperNova.
În ciuda deficiențelor, Nova a fost folosită de către Dacia și ca mașină de competiție, ca înlocuitor al vechilor modele derivate din 1300.
Exporturile Dacia Nova au avut loc doar în țările din jurul României, cu precădere Bulgaria, Ungaria, Grecia, Serbia, mai puțin Polonia, Slovacia. Numărul exemplarelor exportate a fost mic, datorită calității slabe și a numărului mic de exemplare fabricate din lipsă de capacitate de producție la acel moment.
Majoritatea modelelor Nova vândute au fost cu motor 1,6 (GTi). Modelele cu motor 1,4 (GLi), motor popular pe modelul Dacia 1310, au fost rare, și se făceau aproape exclusiv pe comandă. În ziua de azi, Dacia Nova este o raritate pe străzile din România datorită vânzărilor modeste și a lansării unor noi modele de către Dacia. Acest lucru a determinat mulți posesori de Nova să le schimbe cu modele noi.

## Prototipurile R523/R524 (1985-1993)
Primele repere pentru Dacia R523/R524 (viitoarea Nova) datează încă din anul 1985. Automobilul a fost proiectat inițial pe planșetă, fără soluții computerizate. Proiectul a fost sistat în anul 1989, dar reluat începând cu 1991.
Pe langa R523/R524, s-au mai proiectat și alte variante de caroserie pentru Dacia Nova, acestea fiind:
R527 - o variantă Sedan, cu spatele alungit cu 10-15 centimetri care a fost abandonată în 1996, după lansarea R524-ului
Un facelift realizat in 1997 care preia farurile și stopurile de la Hyundai Accent, cât și bările față spate ale D33-ului (acesta fiind proiectat în perioada în care Hyundai negocia pentru asamblarea accent- ului la uzina Dacia)

Un break realizat la începutul anilor 90 care s-a prezentat în mai multe variante dar care nu a fost niciodată produs
Cât și o varianta coupe in 3 uși care prezenta ușile șoferului și pasagerului din dreapta alungite
Aceste variante au fost proiectate pentru a înlocui total Dacia 1310 și derivatele acesteia 

La începutul aniilor 90, s-a renunțat la proiectarea pe planșetă in favoarea stațiilor grafice, recent achiziționate de CESAR S.A. (institutul de proiectare al Dacia încă din 1976, realizat după modelul muscelean de la ARO, specializat in proiectarea, testarea și omologarea mașinilor și a motoarelor care urmau să fie produse).
In timpul dezvoltării, s-au realizat machete din rășini pentru testarea aerodinamici cât și asamblarea matrițelor de turnare, acestea fiind măsurate de instalația atelierul de modelărie din cadrul CESAR-ului și executate de fabrica de scule și matrițe din cadrul Dacia. 
Multe dintre prototipurile menționate au avut motorizări diferite față de cele Renault Cleon Fonte, acestea fiind motoare cu bloc de fontă, arborele cu came in chiulasa care a beneficiat și de injecție mecanica dar și de carburator dublu corp. Au fost realizate mai multe variante ale acelui motor de concepție Dacia, printre care variante cu 8 sau 16 valve cât și variate de raliu care nu au ajuns sub nici o forma pe modele de serie, dar au echipat primele unități produse din seria Dacia 1325 Liberta.
Exista chiar și o variantă pick-up Nova (nu are legătură cu pickupul pe șasiu) și încă una la doua uși, în stil sport, dorindu-se înlocuirea vechii platforme R12.

## Prima generație (R523; 1995–1997)

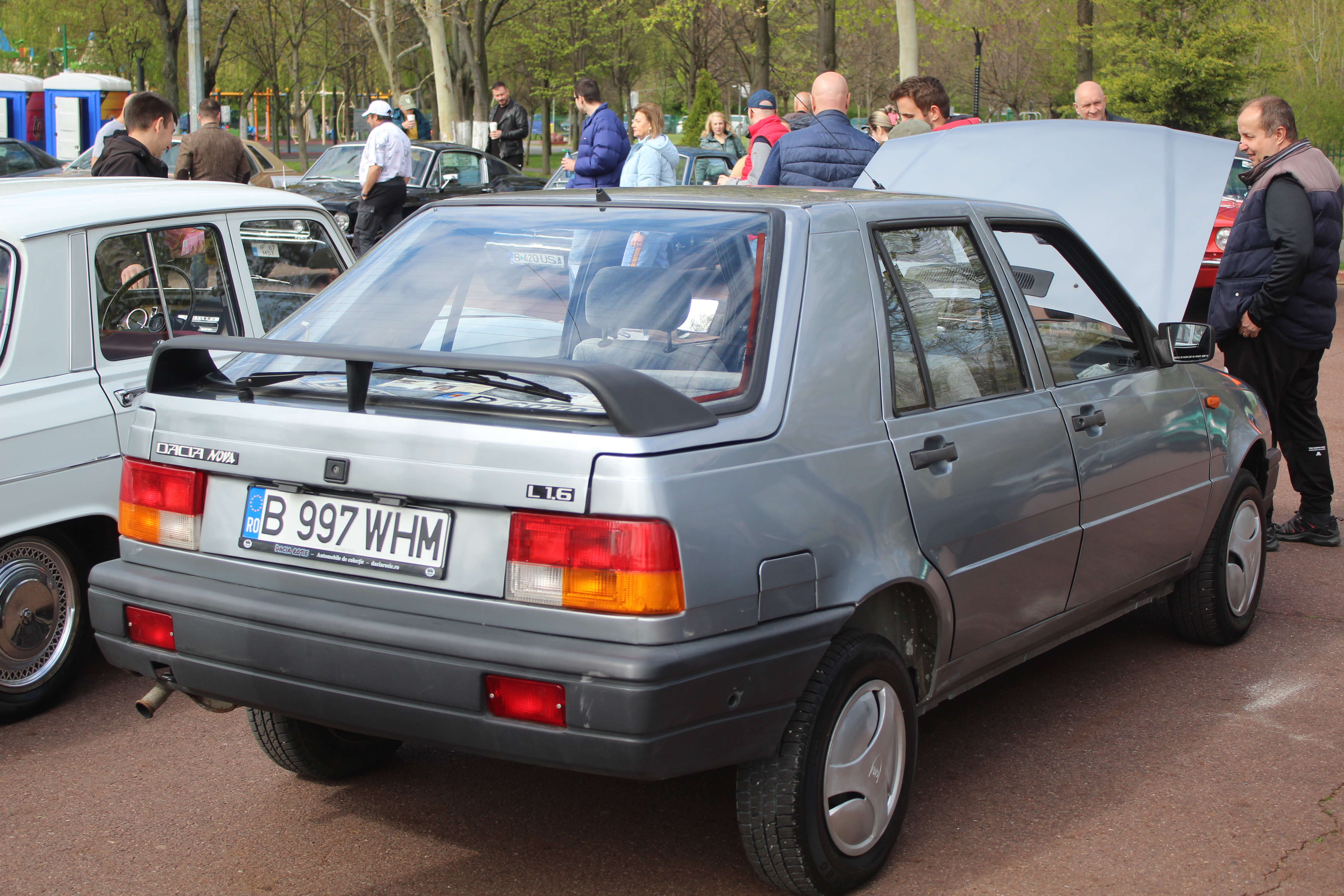
Un exemplar din modelul R523 cu luneta curbată tipică acestei generații

În 1995 a fost lansată prima generație de Dacia Nova, acesta fiind de fapt un model conceput de inginerii Dacia încă din anii 1980, însă din lipsă de fonduri, acesta nu a putut intra în producția de serie, proiectul fiind reluat în anul 1991, din dorința de a se lansa pe piață un automobil modern și nou, deoarece modelul 1310 era deja învechit, iar numărul de mașini la mâna a doua din vest creștea, și nici vânzările modelului 1310 nu mai erau bune. De la bun început s-a remarcat prin design învechit, deoarece cele mai vechi repere pentru modelul R523 (viitoarea Nova) dateaza din 1985 cel putin, însă mai rău decât atât, erau problemele de caroserie, tren rulare, și o calitate generală slabă, consum ridicat, însă a fost apreciat pentru performanțe dinamice bune, stabilitate bună, demaraj scurt.

## A doua generație (R524; 1997–2000)

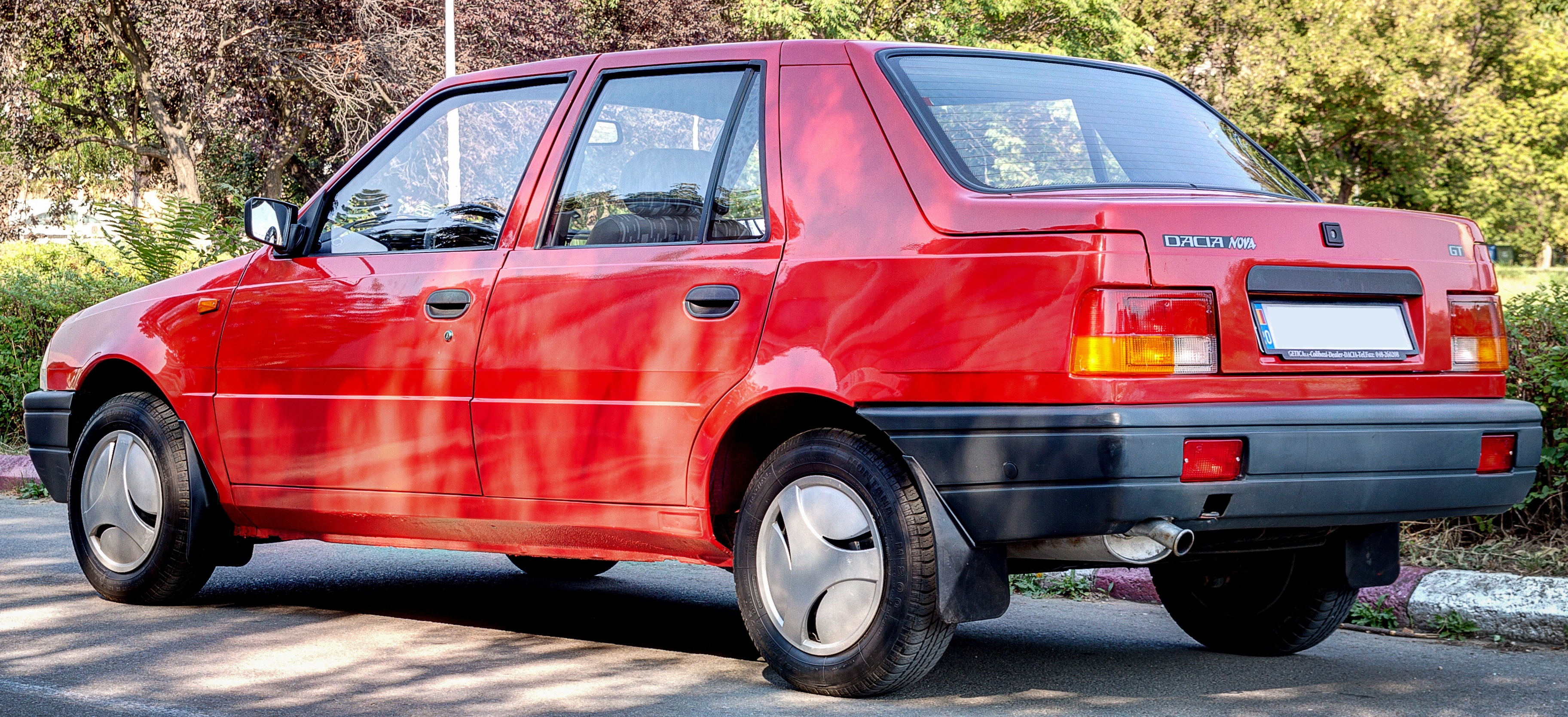
Nova GT (spate)

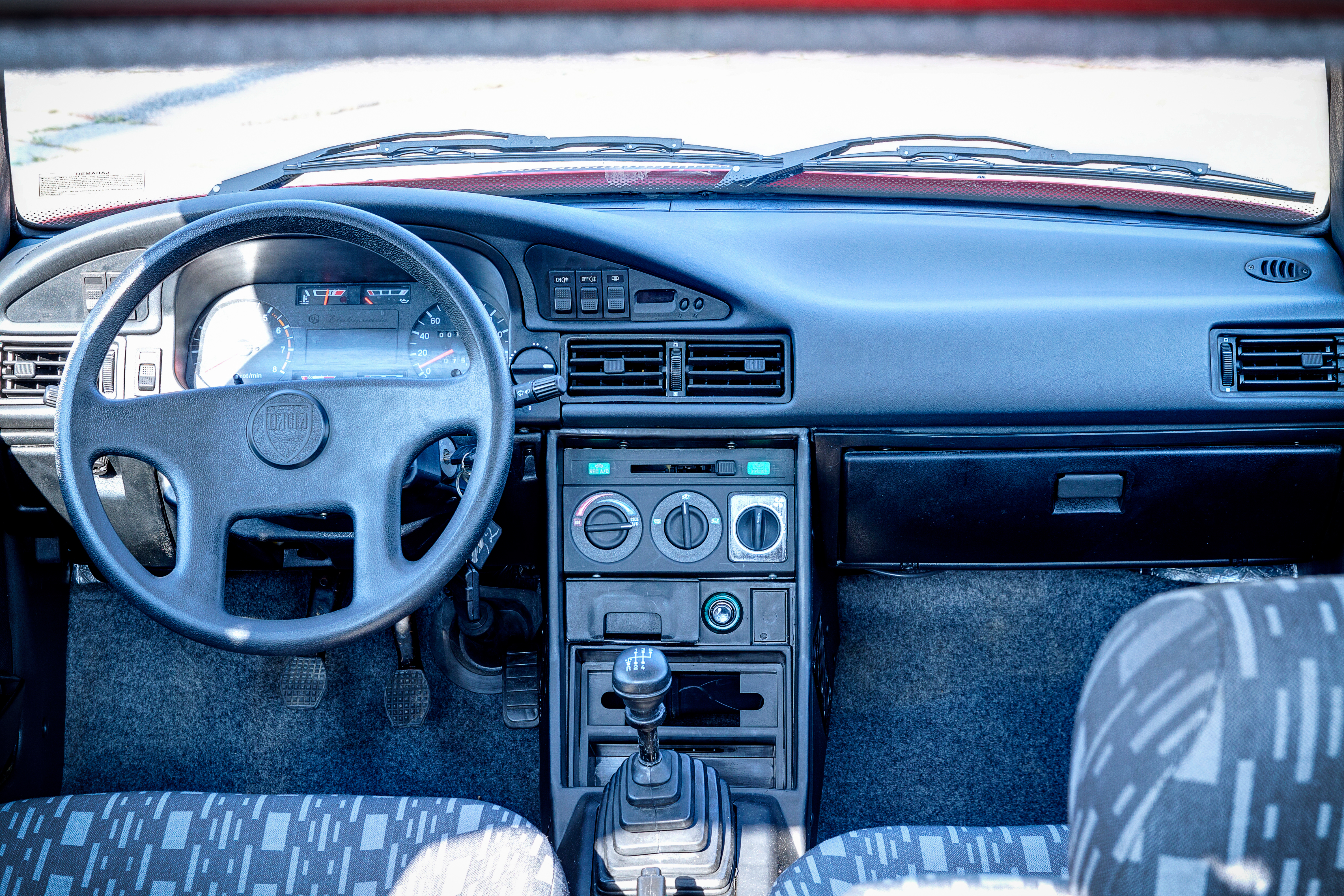
Interior

O îmbunătățire semnificativa a avut loc în anul 1997, odată cu restilizarea și introducerea a două modele bazate pe aceeași caroserie, R523 și R524. Prima avea luneta panoramică, a doua luneta plată (dreaptă, caroseria în 2 volume și jumătate conform pliant). In anul 1998, este introdus în serie motorul 1,6 injecție, sunt introduse noi mânere de ușă, și dispare varianta R523. Este introdus și un nou tablou de bord, precum și o nouă planșă de bord, ce avea să fie prezentă până la modelul super nova, inclusiv pe aceasta. Ca și noutăți, este echipată cu catalizator euro 2, opțional este aerul condiționat, închiderea centralizată, precum și o calitate mai bună de asamblare și a materialelor folosite, a motoarelor și alte detalii. Abia acum Dacia Nova devine un model mai de calitate. La sfârșitul anului 1998 este introdus și motorul de 1,4 litri, 61 cp, cu injecție, cunoscut de pe modelele 1310, devenite mai târziu Berlina și Break. Acesta se numea 1,4 sau GLi (GTi fiind cel de 1,6). Dacia Nova nu a fost un model de succes, datorită imaginilor proaste pe care modelul și le-a făcut în primii ani, în ciuda îmbunătățirii calității, în plus era scump și destul de învechit. Modelul succesor, Dacia SuperNova, dotată cu motor și cutie de viteze Renault, precum și alte elemente de calitate mult mai bună (amortizoare, faruri, etc.) a avut un succes pe care Nova nu l-a avut.

### Modele sport
În 1997 a fost introdus modelul GT, echipat cu același motor de 1,6 litri alimentat cu carburator dublu-corp. Mai târziu, în 1998, a fost înlocuit de modelul GTi, care era echipat cu același motor de la modelul GT dar care a fost dotat cu injecție monopunct Bosch și catalizator, astfel reducându-se consumul și noxele modelului GT, al cărui carburator de proveniență Citroen, și care echipa și Oltcit, deși în sine foarte performant, era displăcut în general de public și de mecanici pentru că nu era foarte simplu de reglat de către un necunoscător.

## Motorizări
| Nume    | Capacitate | Tip          | Putere maximă            | Moment maxim      | Viteză maximă | Accelerație 0–100 km/h | Consum urban | Consum extraurban |
| ------- | ---------- | ------------ | ------------------------ | ----------------- | ------------- | ---------------------- | ------------ | ----------------- |
| 1.6 GT  | 1557 cmc   | 8 supape OHV | 52 kW (72 CP) la 5250rpm | 125 Nm la 2500rpm | 160 km/h      | 14.7 s                 | 10 l/100km   | 5.9 l/100km       |
| 1.6 GTi | 1557 cmc   | 8 supape OHV | 52 kW (72 CP) la 5250rpm | 125 Nm la 2500rpm | 160 km/h      | 14.8 s                 | 9 l/100km    | 5.7 l/100km       |
| 1.4 GLi | 1397 cmc   | 8 supape OHV | 48 kW (62 CP) la 5000rpm | 102 Nm la 3500rpm | 150 km/h      | 16.3 s                 | 8.5 l/100km  | 5.6 l/100km       |